# حمله مغول به امپراتوری خوارزمشاهیان
حمله مغول به امپراتوری خوارزمشاهیان (فارسی: حمله مغول به خوارزمشاهیان) بین سال‌های ۱۲۱۹ و ۱۲۲۱، زمانی که نیروهای امپراتوری مغول تحت فرمان چنگیز خان به سرزمین‌های امپراتوری دولت خوارزمشاهی در آسیای مرکزی حمله کردند، رخ داد. این لشکرکشی که پس از الحاق خانات قراختاییان انجام شد، شاهد ویرانی و جنایات گسترده بود. این تهاجم، پایان تسخیر آسیای مرکزی توسط مغول و آغاز حمله مغول به ایران بود.
هر دو سوی جنگ، اگرچه بزرگ بودند، تازه پایه‌گذاری شده بودند: دودمان خوارزمشاهیان در سال‌های پایانی دهه ۱۱۰۰ و سال‌های آغازین ۱۲۰۰ از سرزمین خود به سوی امپراتوری سلجوقی گسترش یافته بود. تقریباً همزمان، چنگیزخان تبارهای گوناگون مغول را یکپارچه کرده و دردمان شیای باختری را گشوده بود.
اگرچه پیوند خوارزمشاهیان و مغولان در آغاز خوب بود، با رخ دادن یک چند کارهای تحریک‌آمیز دیپلماتیک، چنگیز خشمگین شد.
هنگامی که یک دیپلمات ارشد مغول از سوی سلطان محمد خوارزمشاه دار زده شد، خان نیروهای خود را که بین نود تا دویست هزار تن برآورد می‌شد بسیج نمود و به مرزهای خوارزمشاهی تاخت.
نیروهای شاه در جای جای کشور پراکنده بودند و و شاید شمارشان هم از ارتش مغول بیشتر بود. سلطان محمد خوارزمشاه با در نگر داشتن کاستی‌های خود، بر آن شد که شهرهای خود را تک تک و دور از هم پادگان کند تا مغول‌ها را همچون مرداب زمین‌گیر کند.
ولی مغولان با سازماندهی و برنامه‌ریزی درخشان توانستند شهرهای بخارا، سمرقند و اورگنج را تک و بی‌یار کنند و بگشایند.
سپس چنگیر و بزرگ‌ترین پسرش تولی با ویران کردن سه شهر بزرگ جهان هرات، نیشابور و مرو خاک خراسان را توبره کشیدند.
در همین حال، محمد خوارزمشاه از سوی نیروهای سردار مغول سبتای و جبه ناچار به گریز شد. او که به هیچ سنگر پشتیبانی دست نیافت در جزیره‌ای در دریای خزر بی‌نوا و بیچاره مرد
پسر و وارث او جلال الدین توانستند شماری چشمگیر را بسیج کنند و یک سردار مغول را در نبرد پروان شکست دهند، ولی پس از چند ماه در نبرد سند از چنگیز شکست خوردند.
چنگیز پس از در هم کوبیدن هرگونه ایستادگی در خاک خوارزمشاهیان، در سال ۱۲۲۳ به جنگش در برابر دودمان جین بازگشت. این جنگ یکی از خونین‌ترین جنگ‌های تاریخ بشر بود که کشته‌های آن روی هم رفته بین دو تا پانزده میلیون تن برآورد می‌شود. رام شدن سرزمین‌های خوارزمشاهیان پایگاهی را برای دیگر تاخت و تازهای مغول‌ها به گرجستان و دیگر شهرهای ایران فراهم کرد.